# パンテッレリーア島
パンテッレリーア島（イタリア語: Isola di Pantelleria）は、地中海のシチリア海峡（シチリア島とアフリカ大陸チュニジアと間の海峡）にあるイタリア領の島。火山島である。
面積は83平方キロメートルで、シチリア州に属する離島の中では最も大きい。約7800人の住民が暮らす有人島で、行政上はトラーパニ県に属するパンテッレリーアの基礎自治体（コムーネ）を構成する。

## 名称
日本語文献では「パンテッレリア島」と表記されることもある。

## 地理

### 位置・広がり
シチリア島からは南西に約100キロメートル、アフリカ大陸（チュニジア領ボン岬半島）からは東へ約70キロメートル離れている。東地中海と西地中海を分かつシチリア海峡中央部に浮かぶ島で、地中海の中央の目印となっている。古来、アフリカとシチリアの中間寄港地であり、中東との交易の拠点となっていた。
緯度はチュニス（約158キロメートル東方に位置する）とほぼ同じである。イタリア領の島ではさらに南にペラージェ諸島があるが、パンテッレリーア島の方がアフリカ大陸から近い。

### 地勢
火山が元になった島で、活火山としては主に熱水と煙を噴出する火山活動がみられる。最後の噴火は1891年で、北西斜面の水面下であった。最高地点は「モンターニャ・グランデ」 (Montagna Grande)と呼ばれる突出部で、海抜836メートルである。
パンテッレリーア島は火山島で自然の要素（溶岩大地、入り江、離れ岩）とそれに付け足した人の生活により造られた人工的な物が加わり独特の景色となっている。
- モンターニャ・グランデから見たジベレ山

## 植生

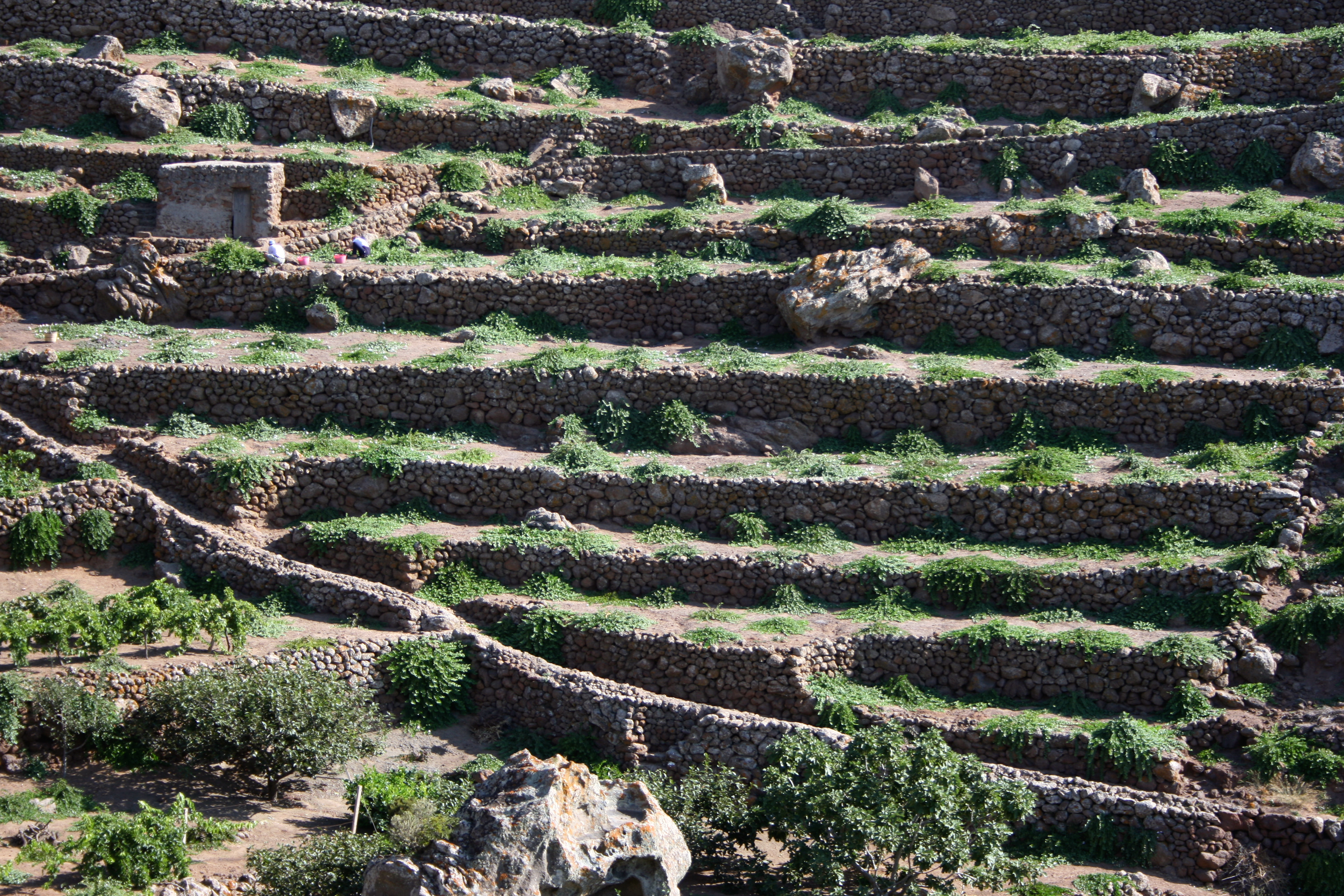
パンテッレリーア・ケッパーの段々畑

降水量が少なく水が不足しているため、植生の発達には不利な地勢である。ケッパーの一種であるカッペロ・パンテッレリーア（パンテッレリーア・ケッパー）が自生しており、世界的に評価される主要作物となっている。柑橘類もアラブ人より持ち込まれ栽培されている。
この島の火山性の土壌は、アルコール度数の高いワインの生産に特に適したブドウの木の成長を促進しており、ジビッボというモスカートの一種を天日干しで塩分や湿気から保護する製法で、モスカート・ディ・パンテッレリーア（DOC）やパッシート（パッシート・ディ・パンテッレリア）が生産されている。

## 交通
- パンテッレーリア空港（英語版）